# إوين جيس
إوين جيس (بالإنجليزية: Eoin Jess)‏ هو لاعب كرة قدم بريطاني في مركز الوسط، ولد في 13 ديسمبر 1970 في Portsoy ‏ في المملكة المتحدة. شارك مع منتخب اسكتلندا لكرة القدم. أما مع النوادي، فقد لعب مع برادفورد سيتي وكوفنتري سيتي ونادي أبردين ونوتينغهام فورست ونورثامبتون تاون.

## وصلات خارجية
- إوين جيس على موقع الاتحاد الدولي (مؤرشف)  (الإنجليزية)
- إوين جيس على موقع الاتحاد الأوربي (الإنجليزية)
- إوين جيس على موقع الاتحاد الإسكتلندي (الإنجليزية)
- إوين جيس على موقع قاعدة بيانات كرة القدم.إي يو (الإنجليزية)
- إوين جيس على موقع ناشيونال فوتبول تيمز (الإنجليزية)
- إوين جيس على موقع Soccerbase.com (لاعب) (الإنجليزية)
- إوين جيس على موقع عالم كرة القدم.نت (الإنجليزية)